# Thyridanthrax keiseri
Thyridanthrax keiseri är en tvåvingeart som beskrevs av Francois 1968. Thyridanthrax keiseri ingår i släktet Thyridanthrax och familjen svävflugor. Inga underarter finns listade i Catalogue of Life.